# Croce commemorativa dell'11ª Armata
La croce commemorativa dell'11ª Armata fu una medaglia non ufficiale realizzata per iniziativa privata, destinata a tutti coloro che avessero militato nell'11ª Armata dell'esercito italiano durante la seconda guerra mondiale. Le croci originali hanno sul retro la sigla CIF per indicare che a produrle è stata l'azienda valenzana Carlo Illario & F.lli

## Insegne
- La medaglia fu ideata dal maggiore dei Carabinieri Reali Gustavo Mori è costituita da una croce greca in bronzo smaltato di nero e bordato d'oro. Al centro si trovava l'aquila araldica sabauda di nero su sfondo in oro a forma di doppio fascio, il tutto circondato da un anello nero con incise in oro le lettere "11ª ARMATA" sotto l'aquila un nodo di Savoia sempre in oro. Il rovescio dorato, porta al centro la scritta circolare nera "VEEMENZA E TENACIA 16 NOVEMBRE 1940 XIX" .fu distribuita dal luglio 1941.

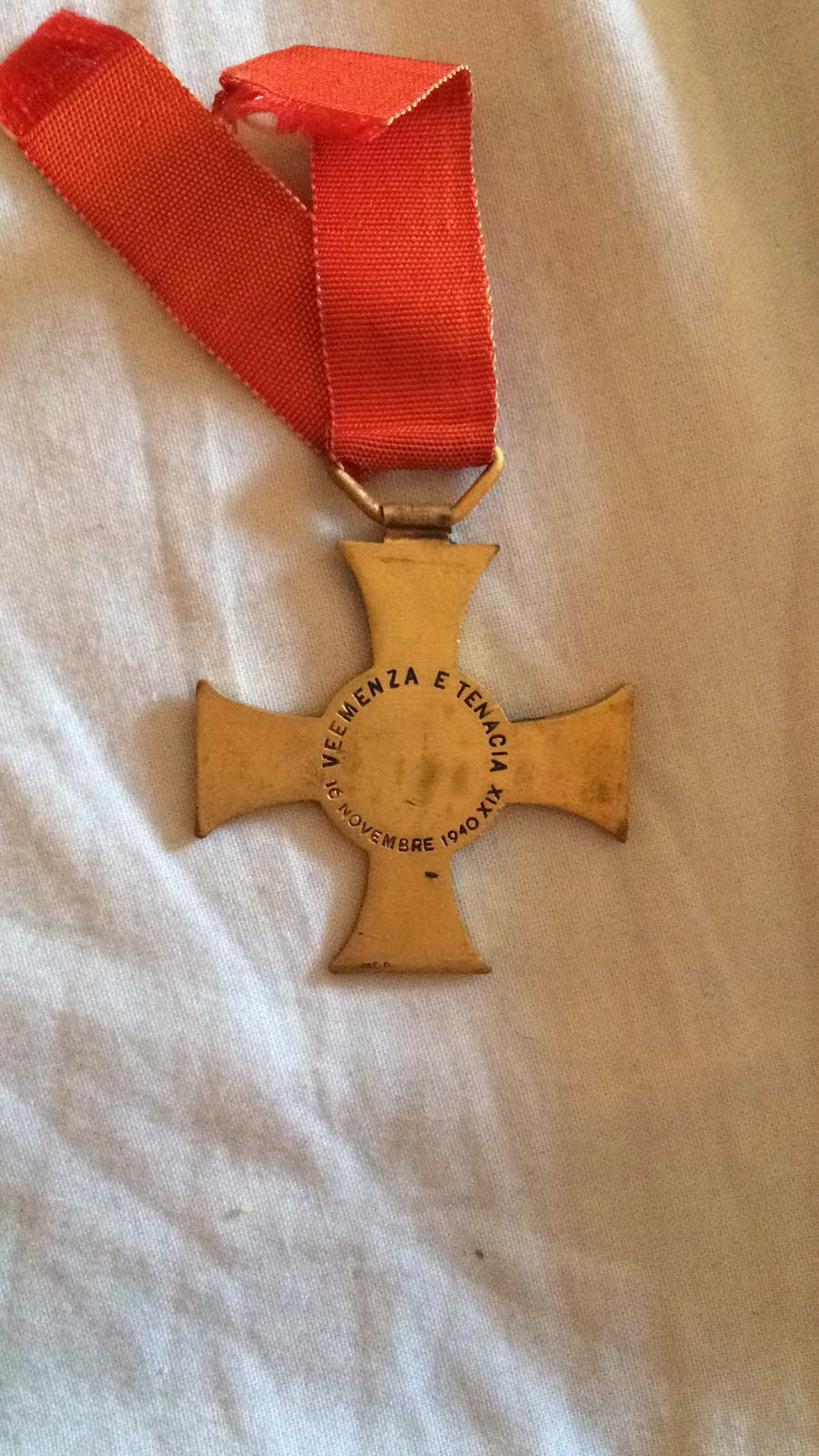
Retro della decorazione commemorativa

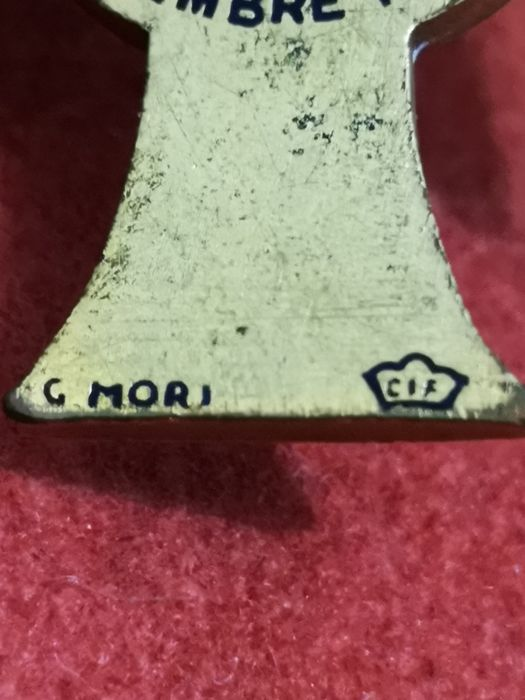
Sigla CIF che indica il produttore Carlo Illario & F.lli

- Il nastro rosso largo 18 mm